# Hercules Computer Technology

Logo Hercules Computer Technology

Hercules Computer Technology, Inc. – założone w 1982 roku przedsiębiorstwo, które zasłynęło konstrukcją karty Hercules Graphics Card, zgodnej ze standardem MDA. Karty tej firmy były bardzo popularne w latach 80., również te zgodne ze standardem CGA, jednak próba wprowadzenia na rynek karty typu VGA (Hercules InColor), nie powiodła się.
Rozwój firm takich jak ATI Technologies w latach 90. XX wieku, przyczynił się do wykupienia firmy w 1998 za zaledwie 8,5 miliona dolarów przez firmę ELSA Technology, która przejęła również długi Herculesa. Rok później ELSA ogłosiła przymusową reorganizację (ang. bankruptcy chapter 11), a prawa do nazwy odkupiła francuska Guillemot Corporation za 1,5 miliona dolarów. Przez jakiś czas produkowane były przez Guillemot karty graficzne oparte na układach nVidii, ale w 2004 roku ogłoszono, że marka Hercules będzie używana tylko dla oprogramowania i sprzętu audio-video.